# Brookesia minima
Brookesia minima este o specie de cameleoni din genul Brookesia, familia Chamaeleonidae, descrisă de Boettger 1893. A fost clasificată de IUCN ca specie vulnerabilă. Conform Catalogue of Life specia Brookesia minima nu are subspecii cunoscute.